# Stryx
Stryx è stato un varietà televisivo settimanale in sei puntate, trasmesso dalla Rai la domenica sera sulla Rete 2 (l'odierna Rai 2) dal 15 ottobre al 19 novembre 1978, ideato e scritto da Alberto Testa, Enzo Trapani e Carla Vistarini.
Il programma deve il proprio nome "stryx" alla corruzione del termine latino strix, ossia civetta/allocco (strix/strigis); termine che indicava anche l'animale leggendario strige; in alcuni dialetti italiani poi, in particolare in area veneto-friulana, il termine in epoca medioevale, tramutato in "strie", indica le streghe dei boschi e degli antri. Il contenitore scenografico è infatti concepito come un antro mefistofelico, all'interno del quale si muovono folletti, menestrelli, diavoli, sacerdotesse pagane seminude e, appunto, streghe.

## Produzione

Patty Pravo interpreta il brano Vola nelle vesti dell'enigmatica Subliminal Stryx.

Trasmissione tanto innovativa quanto controversa, Stryx nasce nel periodo successivo alla riforma della Rai del 1975, quando - complice l'avvento del colore, introdotto ufficialmente in Rai dal 1º febbraio del 1977, dopo sei anni di sperimentazioni, e la "lottizzazione" conseguente alla dipendenza dal Parlamento e non più dal Governo - il servizio pubblico si può ancora permettere una certa sperimentazione e una marcata esplorazione di nuovi linguaggi di comunicazione, contrapponendo alla programmazione familiare, rassicurante e di stampo conservatore della Rete 1 democristiana (oggi Rai 1), la provocazione culturale, spregiudicata e innovatrice della Rete 2 (oggi Rai 2), di orientamento laico e progressista (la Rete 3, l'attuale Rai 3, avrebbe iniziato le sue trasmissioni solo il 15 dicembre dell'anno successivo).
Stryx viene concepita quindi in un contesto di assoluta libertà espressiva, soprattutto culturale e sessuale, offerta dal secondo canale della Rai e perfettamente interpretata dal regista Enzo Trapani dando vita a un concept-show da contrapporre al palinsesto tradizionalista del primo canale.
Il gruppo di produzione, composto da Alberto Testa, Carla Vistarini e dallo stesso Trapani elabora un progetto enormemente provocatorio e audace (per l'epoca) creato attorno al binomio satanismo-erotismo, costruito dopo studi sulla tradizione medievale, sulla superstizione, sui culti pagani paneuropei e messo in scena per mezzo di scenografie di grande impatto visivo e cromatico (opera di Ennio Di Maio), costumi ricchi e sgargianti (creati da Gianna Sgarbossa) spesso alternati a velate o addirittura ostentate nudità femminili, effetti visivi di forte impatto e personaggi di grande talento, perfettamente selezionati e adeguati al ruolo da interpretare (alcuni di essi all'esordio di una successiva carriera); tutto questo viene contestualizzato all'interno di un ambito occulto e pagano, nel quale predomina un divertito satanismo, il culto orgiastico, l'eccesso cinetico e cromatico, l'esposizione fisica della bellezza femminile. In particolare, la scelta degli interpreti appare coerente con la filosofia della trasmissione, alternando cantanti dalla forte ambiguità sessuale (Grace Jones, Amanda Lear o Anna Oxa in pieno periodo androgino) a interpreti sofisticate (Patty Pravo, Mia Martini) o sensuali ed esotiche (Gal Costa, Asha Puthli) e facendo coesistere auliche e lievi sonorità medievali (offerte da un giovanissimo Angelo Branduardi, proponendo dal vivo La serie dei numeri e Ballo in Fa#-) con i massimi esponenti del cosmo sound allora in voga (Rockets); all'antro caotico di Stryx non mancano comunque una protagonista deliziosa e materna quale è Ombretta Colli nel ruolo di Ludmilla, fattucchiera svampita dallo spiccato accento bolognese e incapace di trasformare correttamente in principe il rospo Franz (ottenendo sempre risultati diversi, come un pompiere o un ragioniere, interpretati da Walter Valdi), un abilissimo mimo (il giapponese Hal Yamanouchi) e un esperto napoletano di superstizione e malocchio (Gianni Cajafa) che suggerisce ai telespettatori come interpretare le carte, i fondi di caffè e come scacciare la maledizione. A tale proposito, Trapani decide di far esibire la Martini mentre viene accompagnata a una sorta di rogo (chiara allusione alla triste diceria che ha sempre accompagnato questa cantante).
La struttura della trasmissione prevede la premessa che è «tutto sacrosantamente documentato» e l'annuncio «Signori, il diavolo!»; successivamente avviene la pomposa presentazione al pubblico di «Lucifero, Imperatore» e di «Belzebù, Principe» e una lunga passerella di streghe, sacerdotesse, ancelle e satanassi, protagonisti comprimari del programma. Nel corpo di ballo della sigla non mancano, oltre a ballerine a seno nudo, donne travestite da gatta (palese allusione sessuale), danze dei sette veli con mani protese dal pavimento a spogliare progressivamente la protagonista (che, in questo caso, era una giovanissima e allora sconosciuta Barbara D'Urso) e ragazze seminude ironicamente torturate, ingabbiate e arse vive. Il tutto condito, con gaudio, da figure inquisitorie, maschere tradizionali, numerosi animali reali (gatti, cani, pappagalli, anatre, galli da combattimento, pavoni, falchi, leonesse, scimpanzé) e mimica che spesso ricorda il rapporto carnale. Quindi il programma, nei settanta minuti di durata, si svolge frenetico e ipnotico tra esibizioni musicali, balli sabbatici, rituali magici, baccanali, declamazioni in italiano arcaico o - addirittura - in latino e suggestioni medievali di incredibile impatto sonoro e visivo.
Dal punto di vista della tecnologia disponibile all'epoca, viene fatto massiccio uso di luci stroboscopiche, degli effluvi del ghiaccio secco (effetti mutuati dal fenomeno discomusic, in quel periodo nel pieno del suo fulgore) e del chromakey, attraverso il quale molti personaggi vengono sovrapposti a fondali graficamente molto elaborati, coerenti alla narrazione o all'esibizione in corso. Inoltre l'ambientazione orgiastica - per certi versi sabbatica, o addirittura satanica - permette al regista il libero uso di corpi nudi, costumi sgargianti e orpelli perfettamente adeguati alle possibilità cromatiche offerte dai nuovi televisori utilizzati del pubblico.

## Cast

### Cast artistico
- Tony Renis, Philoconduttore - conduttore
- Gianni Cajafa, Furcas, Console Anti-fattura - comico
- Ombretta Colli, Ludmilla, strega alla camomilla - comica
- Walter Valdi, Il rospo Franz - comico
- Hal Yamanouchi - mimo
- Barbara D'Urso - valletta
- Bruno Fusco - primo ballerino
- Anna Cuculo - prima ballerina

### Ospiti musicali
- Area (puntata 5)
- Angelo Branduardi, Folletto (puntate 1-6)
- Gal Costa, Stryx Do Brasil (puntate 1-6)
- Grace Jones, Rumstryx (puntate 1-6)
- Amanda Lear, Sexy Stryx (puntate 1-6)
- Mia Martini, Gipsy Stryx (puntata 4)
- Anna Oxa, Stereo Stryx (puntata 5)
- Patty Pravo, Subliminal Stryx (puntate 1, 2, 3, 5 e 6)
- Asha Puthli, Indian Stryx (puntata 4)
- Rockets, Cosmodiavoli (puntate 1-6)

### Cast tecnico
- Alberto Testa, Enzo Trapani e Carla Vistarini - soggetto, sceneggiatura e testi
- Ennio Di Maio - scenografia
- Gianna Sgarbossa - costumi
- Tony De Vita - musiche originali
- Renato Greco - coreografie
- Enzo Torroni - luci
- Enzo Trapani - regia
- Alida Fanolli - assistente alla regia
- Vittorio De Vecchi - assistente musicale
- Luciano Franciosini - assistente di studio
- Maurizio Brambilla - aiuto scenografo
- Libero Piazzi - assistente all'arredamento
- Nico Baggio - aiuto costumista
- Giorgio Vacca - aiuto coreografo
- Anna Trevali - ricerche iconografiche
- Silvio Berciga - grafica
- Stefano Bergonzi - mixer video
- Franco Bellini - effetti sonori
- Vito Rossi - effetti speciali
- Alfonso lodato - montaggio rvm
- Romano Frassa - coordinamento

## Trasmissione

### La sospensione del programma
Stryx venne sospeso con una puntata di anticipo, sia a causa di feroci polemiche - sviluppatesi all'interno della stessa Rai - scatenate dall'audacia dei temi trattati, sia dalle numerose telefonate di protesta dei telespettatori ai centralini dell'azienda, turbati dal clima diabolico (pur se ovviamente ironico) e dall'ostentazione del nudo femminile: si andava infatti dai sacrifici umani (delle vergini) al seno nudo di numerose ballerine (fra le quali, nella sigla iniziale, la già citata Barbara D'Urso), a un dichiarato culto pagano per folletti e demoni. La trasmissione deve il proprio successo (e il ricordo tra gli appassionati) all'innovazione visiva e culturale introdotta nel palinsesto di allora, comunque già caratterizzato da inediti utilizzi del mezzo televisivo e interessanti tentativi di sperimentazione (L'altra domenica, Odeon. Tutto quanto fa spettacolo, Non stop, etc.).
Enzo Trapani riproporrà un anno dopo un format simile, C'era due volte, all'interno del quale Ilona Staller narra le favole più famose aggiungendo, però, un finale inedito (il principe di Cenerentola sposa una delle due sorellastre, il cavaliere de La bella addormentata nel bosco beve la pozione e si addormenta al fianco dell'amata, etc.). Trapani, quindi, persevera nella sperimentazione e nell'elaborazione di temi onirici e fantasiosi, aggiungendo quel tocco personale di provocazione audace già mostrato in Stryx: anche in questo caso, complice l'utilizzo della Staller, all'epoca già affermata pornostar, il programma scatena polemiche e conflitti in Rai tanto da ritardarne prima la messa in onda (posticipata di oltre un anno), poi da causarne un'altra interruzione anticipata.

## Puntate

### 1ª puntata
- Messa in onda: 15 ottobre 1978
- Ospiti (brani interpretati): Angelo Branduardi (Ballo in Fa diesis minore); Gal Costa (Rainha do mar); Ombretta Colli; Amanda Lear (Enigma (Give a Bit of Mmm To Me!)); Patty Pravo (Bello); Gianni Cajafa; Hal Yamanouchi; Grace Jones (Fame); Rockets (On the Road Again)

### 2ª puntata
- Messa in onda: 22 ottobre 1978
- Ospiti (brani interpretati): Grace Jones (Anema e core); Ombretta Colli; Angelo Branduardi (La pulce d'acqua); Gal Costa (O vento); Amanda Lear (Comics); Gianni Cajafa; Hal Yamanouchi; Patty Pravo (Sentirti); Rockets (Cosmic Race)

### 3ª puntata
- Messa in onda: 29 ottobre 1978
- Ospiti (brani interpretati): Amanda Lear (Gold); Gal Costa (Relance); Gianni Cajafa; Angelo Branduardi (La sposa rubata); Ombretta Colli; Grace Jones (Do or Die); Patty Pravo (Vola); Rockets (Medley)

### 4ª puntata
- Messa in onda: 5 novembre 1978
- Ospiti (brani interpretati): Mia Martini (Bene); Gal Costa (Sebastiana); Gianni Cajafa; Amanda Lear (Follow Me); Asha Puthli (Mr. Moonlight); Ombretta Colli; Grace Jones (Am I Ever Gonna Fall in Love in New York City); Rockets (Space Rock)

### 5ª puntata
- Messa in onda: 12 novembre 1978
- Ospiti (brani interpretati): Angelo Branduardi (Il marinaio); Gal Costa (Barato total); Ombretta Colli; Area (Hommage à Violette Nozières); Anna Oxa (Fatelo con me); Patty Pravo (Johnny); Gianni Cajafa; Amanda Lear (Run, Baby Run); Rockets (Venus Rapsody)

### 6ª puntata
- Messa in onda: 19 novembre 1978
- Ospiti (brani interpretati): Grace Jones (All On a Summers Night); Ombretta Colli; Amanda Lear (Alligator); Angelo Branduardi (Il poeta di corte); Gal Costa (Rainha do mar); Gianni Cajafa; Patty Pravo (Dai sali su); Rockets (On the Road Again)